# Copa Fares Lopes 2011
In 2011 werd de tweede editie van de Copa Fares Lopes gespeeld voor voetbalclubs uit de Braziliaanse staat Ceará. De competitie werd georganiseerd door de FCF en werd gespeeld van 2 augustus tot 12 oktober. Horizonte werd kampioen en mocht daardoor aantreden in de Copa do Brasil 2012. 

## Eerste fase

### Groep A
| Plaats | Clu        | Wed. | W | G | V | Saldo | Ptn. |
| ------ | ---------- | ---- | - | - | - | ----- | ---- |
| 1.     | Horizonte  | 4    | 3 | 0 | 1 | 4:1   | 9    |
| 2.     | Maranguape | 4    | 1 | 1 | 2 | 3:4   | 4    |
| 3.     | Fortaleza  | 4    | 1 | 1 | 2 | 2:4   | 4    |

|  | Geplaatst voor tweede fase |

### Groep B
| Plaats | Clu                 | Wed. | W | G | V | Saldo | Ptn. |
| ------ | ------------------- | ---- | - | - | - | ----- | ---- |
| 1.     | Icasa               | 4    | 2 | 1 | 1 | 7:2   | 7    |
| 2.     | Guarani de Juazeiro | 4    | 1 | 3 | 0 | 3:2   | 6    |
| 3.     | Limoeiro            | 4    | 0 | 2 | 2 | 1:7   | 2    |

|  | Geplaatst voor tweede fase |

### Groep C
| Plaats | Clu               | Wed. | W | G | V | Saldo | Ptn. |
| ------ | ----------------- | ---- | - | - | - | ----- | ---- |
| 1.     | Guarany de Sobral | 4    | 3 | 0 | 1 | 10:3  | 9    |
| 2.     | Ferroviário       | 4    | 3 | 0 | 1 | 9:4   | 9    |
| 3.     | Itapipoca         | 4    | 0 | 0 | 4 | 0:12  | 0    |

|  | Geplaatst voor tweede fase |

## Tweede fase

### Groep D
| Plaats | Clu                 | Wed. | W | G | V | Saldo | Ptn. |
| ------ | ------------------- | ---- | - | - | - | ----- | ---- |
| 1.     | Horizonte           | 4    | 3 | 0 | 1 | 11:4  | 9    |
| 2.     | Guarani de Juazeiro | 4    | 2 | 0 | 2 | 6:8   | 6    |
| 3.     | Ferroviário         | 4    | 1 | 0 | 3 | 3:8   | 3    |

|  | Geplaatst voor derde fase |

### Groep E
| Plaats | Clu               | Wed. | W | G | V | Saldo | Ptn. |
| ------ | ----------------- | ---- | - | - | - | ----- | ---- |
| 1.     | Guarany de Sobral | 4    | 2 | 1 | 1 | 8:5   | 7    |
| 2.     | Maranguape        | 4    | 2 | 1 | 1 | 5:6   | 7    |
| 3.     | Icasa             | 3    | 0 | 2 | 2 | 5:7   | 2    |

|  | Geplaatst voor derde fase |

## Derde fase
In geval van gelijkspel tellen uitdoelpunten dubbel.
|  | Halve finale        | Halve finale        | Halve finale |   |           | Finale | Finale | Finale |
|  |                     |                     |              |   |           |        |        |        |
|  | Maranguape          | 0                   | 0            |   |           |        |        |        |
|  | Horizonte           | 5                   | 5            |   |           |        |        |        |
|  | Horizonte           | 5                   | 5            |   | Horizonte | 1      | 4      |        |
|  |                     |                     |              |   | Horizonte | 1      | 4      |        |
|  |                     | Guarani de Juazeiro | 1            | 2 |           |        |        |        |
|  | Guarani de Juazeiro | Guarani de Juazeiro | 1            | 2 | 1         | 3      |        |        |
|  | Guarani de Juazeiro |                     |              |   | 1         | 3      |        |        |
|  | Guarany de Sobral   | 2                   | 2            |   |           |        |        |        |

Details finale
|                |                     |       |                   |                                     |
| 9 oktober Heen | Guarani de Juazeiro | 1 – 1 | Horizonte         | Juazeiro do Norte Toeschouwers: 853 |
| 9 oktober Heen | Jeferson 50'        |       | 53' André Cassaco | Juazeiro do Norte Toeschouwers: 853 |

|                  |                                                |       |                     |                                         |
| 12 oktober Terug | Horizonte                                      | 4 – 2 | Guarani de Juazeiro | Domingão, Horizonte Toeschouwers: 1.487 |
| 12 oktober Terug | Elanardo 22', 55', 74' (pen) André Cassaco 70' |       | 35', 52' Cristiano  | Domingão, Horizonte Toeschouwers: 1.487 |

## Kampioen
| Copa Fares Lopes de 2011      |
| Horizonte                     |
| ----------------------------- |
| HORIZONTE Kampioen (2° titel) |